# Palos Blancos (gemeente)
Palos Blancos is een gemeente (municipio) in de Boliviaanse provincie Sud Yungas in het departement La Paz. De gemeente telt naar schatting 26.476 inwoners (2018). De hoofdplaats is Palos Blancos.